# 阿海梅湖
6°29′42″N 1°58′30″E / 6.495°N 1.975°E
阿海梅湖（法語：Lac Ahémé）是貝寧的湖泊，位於該國西南部，處於首都波多諾伏以西70公里，長24公里、寬9公里，面積83平方公里，海拔高度5米，每年平均降雨量1,484毫米。